# 旧御射山遺跡
旧御射山遺跡（もとみさやまいせき）は長野県諏訪市八島ケ原湿原内に存在する鎌倉時代の遺跡。旧御射山神社は諏訪大社下社奥宮。

## 概要
旧石器時代、霧ヶ峰高原付近には人が居住していたとされる(八島遺跡:黒曜石の石器が大量出土)。
時代は下り、鎌倉時代の素焼き土器(かわらけ:神事等に用いる使い捨ての土器)や、陶器・古銭等が多数出土の旧御射山遺跡(南北370m/東西270m)。
諏訪大明神(軍神)を祀る御射山祭が開かれ、諏訪・甲斐を中心に関東一円の武士団や幕府重臣が集い、小笠懸,相撲,草鹿,武者競馬等の奉納試合を行った。丘を削って何段もの桟敷が設けられ、10万人とも言われる人数が見物に集まったと言われる(諏訪大明神絵詞)。
発掘当初は競技場跡とされたが、遺跡中央より大祝(おおほうり)の宿舎・神殿が出土した事により、祭祀遺跡である事が明らかとなった。

## 霧ヶ峰有料道路 建設計画と市民運動
1968年に長野県企業局より示された霧ヶ峰有料道路建設計画では、旧御射山遺跡の中心を道路が貫く予定とされた。地元では八島ケ原湿原と旧御射山遺跡を守る市民運動が活発化し、新田次郎(作家)や藤森栄一(考古学者)も加わり、予定ルートの変更(遺跡の迂回)が実現した。